# Grand Isle (Louisiana)
Grand Isle (französisch Grande-Île) ist ein Ort auf der gleichnamigen Insel im Golf von Mexiko, die zum Jefferson Parish in Louisiana gehört. Das U.S. Census Bureau hat bei der Volkszählung 2020 eine Einwohnerzahl von 1005 ermittelt.
Über einen Damm und eine Brücke ist diese mit dem Festland verbunden. Grand Isle liegt am westlichen Ende der Barataria Bay. Auf der Insel befindet sich außerdem der Grand Isle State Park.

## Geografie und Verkehr
Grand Isle liegt (Luftlinie) etwa 80 km südlich des Stadtzentrums von New Orleans und ebenfalls 80 km südöstlich der Stadt Houma.
Durch den Louisiana Highway 1 ist die Insel an den Verkehr angebunden, sie bildet den Endpunkt dieser Route. Bis nach Houma beträgt die Entfernung über den Straßenweg circa 110 km, nach New Orleans sind es ungefähr 170 km. Die nächsten etwas größeren Siedlungen, Golden Meadow und Galliano befindet sich auf dem Festland.

## Hurrikans
Grand Isle wurde während seiner Geschichte oftmals von Hurrikans zerstört:
1860 verwüstete ein Sturm die ganze Insel, genauso wie der Hurrikan von 1893. Weitere Hurrikans trafen den Ort 1909, am 29. September 1915 sowie am 22. August 1947. Danach erreichten 1956 und im September 1965 die Hurrikans Flossy bzw. Betsy die Insel. Im Jahre 1998 wurde die gesamte Insel durch den Tropischen Sturm Frances überflutet. Weitere Stürme und Hurrikans waren der Tropische Sturm Isidore am 26. September 2002 sowie der Hurrikan Lili, der die Insel nur knapp verfehlte und der Hurrikan Cindy am 5. Juli 2005. Letzterer richtete nur geringe Schäden und Erosion an den Stränden der Insel an. Am 28. und 29. August 2005 wurde der Ort vom Hurrikan Katrina getroffen, der dort die meisten Häuser und Campingplätze sowie die Brücke zum Festland zerstörte. Nur einen knappen Monat später erreichte der Hurrikan Rita die Insel. Am 1. September 2008 erreichte der Hurrikan Gustav die Insel mit 169 km/h. Er richtete weniger Zerstörungen als Katrina an, war jedoch auf der Insel am stärksten in Louisiana. Noch während Arbeiter die Zerstörungen von Gustav an den Stränden reparierten, passierte der Hurrikan Ike die Insel südlich. 2021 wurde der Ort vom Hurrikan Ida heimgesucht.